# Kurske (Kurske), Bilohirsk
Kurske (în ucraineană Курське) este localitatea de reședință a comunei Kurske din raionul Bilohirsk, Republica Autonomă Crimeea, Ucraina.

## Demografie
Componența lingvistică a localității Kurske
     Rusă (67,48%)
     Tătară crimeeană (28,78%)
     Ucraineană (3,13%)
     Alte limbi (0,38%)
Conform recensământului din 2001, majoritatea populației localității Kurske era vorbitoare de rusă (67,48%), existând în minoritate și vorbitori de tătară crimeeană (28,78%) și ucraineană (3,13%).